# Мейпл-Плейн (Міннесота)
Мейпл-Плейн (англ. Maple Plain) — місто (англ. city) в США, в окрузі Ганнепін штату Міннесота. Населення — 1743 особи (2020).

## Географія
Мейпл-Плейн розташований за координатами 45°0′38″ пн. ш. 93°39′39″ зх. д. / 45.01056° пн. ш. 93.66083° зх. д. (45.010442, -93.660698).  За даними Бюро перепису населення США в 2010 році місто мало площу 2,90 км², з яких 2,88 км² — суходіл та 0,01 км² — водойми.

## Демографія
Згідно з переписом 2010 року, у місті мешкало 1768 осіб у 723 домогосподарствах у складі 462 родин. Густота населення становила 610 осіб/км².  Було 775 помешкань (268/км²).
Расовий склад населення:
| - 94,2 % — білих - 2,0 % — чорних або афроамериканців - 0,6 % — азіатів - 0,3 % — корінних американців - 0,1 % — вихідців з тихоокеанських островів - 1,4 % — осіб інших рас |

До двох чи більше рас належало 1,4 %. Частка іспаномовних становила 4,8 % від усіх жителів.
За віковим діапазоном населення розподілялося таким чином: 22,1 % — особи молодші 18 років, 64,3 % — особи у віці 18—64 років, 13,6 % — особи у віці 65 років та старші. Медіана віку мешканця становила 43,1 року. На 100 осіб жіночої статі у місті припадало 100,0 чоловіків;  на 100 жінок у віці від 18 років та старших — 99,1 чоловіків також старших 18 років.
Середній дохід на одне домашнє господарство  становив 74 741 долар США (медіана — 59 042), а середній дохід на одну сім'ю — 83 161 долар (медіана — 74 028). Медіана доходів становила 50 682 долари для чоловіків та 40 893 долари для жінок. За межею бідності перебувало 6,8 % осіб, у тому числі 8,5 % дітей у віці до 18 років та 5,7 % осіб у віці 65 років та старших.
Цивільне працевлаштоване населення становило 977 осіб. Основні галузі зайнятості: роздрібна торгівля — 15,7 %, освіта, охорона здоров'я та соціальна допомога — 15,4 %, науковці, спеціалісти, менеджери — 13,7 %.